# 리베르 바가토룸

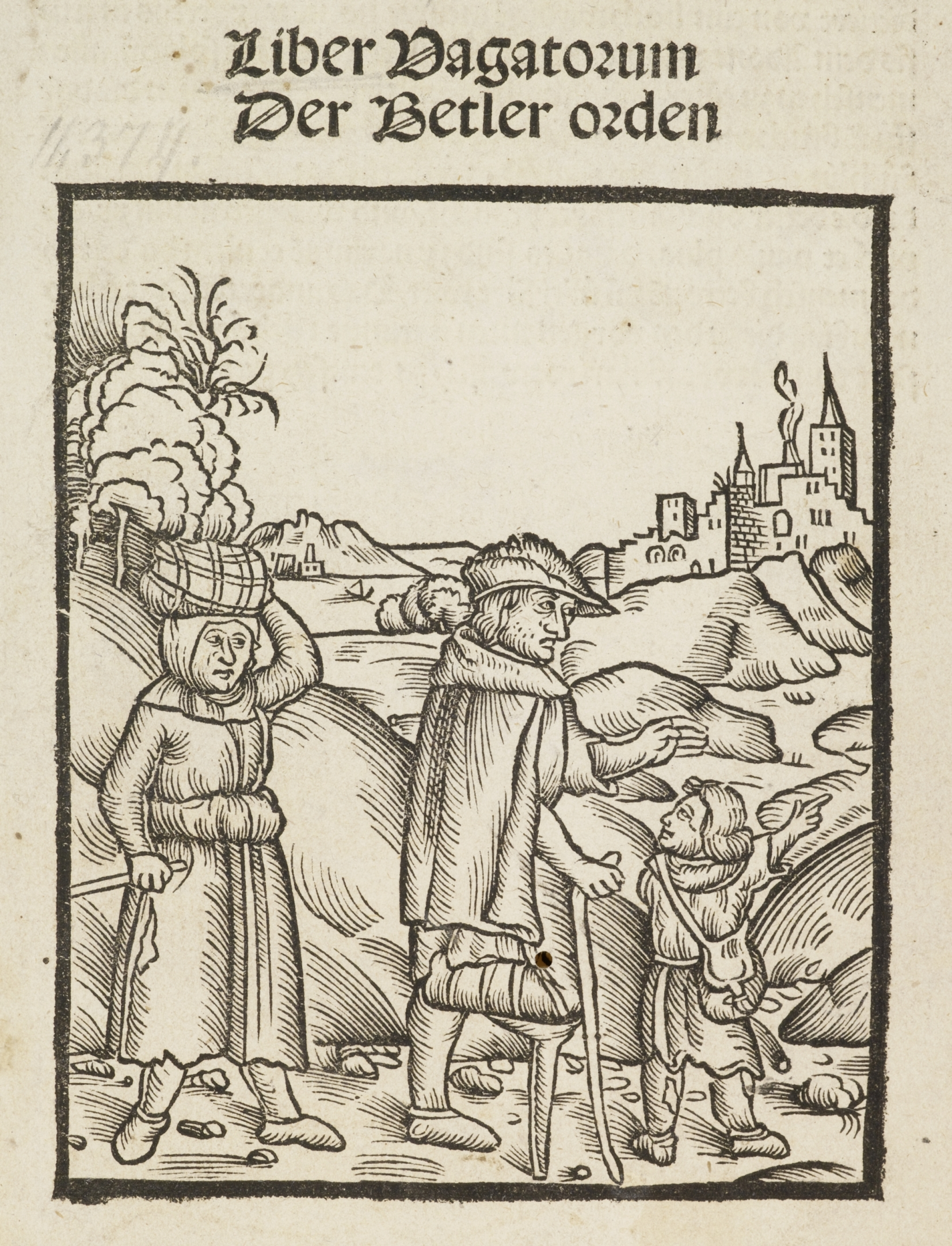
《리베르 바가토룸》의 1510년경 판본 표지

《리베르 바가토룸》(라틴어: Liber Vagatorum)은 1509년경 포르츠하임에서 초판이 간행된 책으로 저자는 익명이다. 라틴어 제목을 제외하면 책 전체가 독일어로 작성되었기 때문에 당시의 학자들보다는 일반인을 대상으로 쓴 저서임을 알 수 있다. 초판이 나오자마자 곧 베스트셀러가 되었으며 수 세기에 걸쳐 다양한 제목으로 재출간되었다. 종교개혁의 중요한 인물인 마르틴 루터는 1528년에 이 책을 편집하면서 일부 문장을 수정하고 서문을 썼다.
이 책의 내용은 당시 유럽을 떠돌던 다양한 유형의 걸인과 사기꾼들을 설명하며 그들이 민중을 기만하기 위해 쓰는 수법과 그들끼리만 쓰는 은어를 기술하고 있다. 루터는 서문에서 자신도 그들의 수법에 넘어가 농락당했음을 고백하고 그들의 사악함을 한탄했다.